# 林西县
林西县是内蒙古自治区赤峰市下辖的一个县。面积3933平方公里，是内蒙古的主要小麦产区之一。县人民政府驻林西镇。

## 历史

### 史前文化
辖境有锅撑子山细石器文化遗址，距今约5000余年。还有新石器时代小西河文化的白音长汗遗址。另外还发现有距今2700年左右的大井古铜矿遗址。

### 战国至清
战国以来，林西县一直位于长城以北，先后为东胡、匈奴、鲜卑、库莫奚、霫、契丹等北方民族的游牧地。唐贞观二十二年（648年），设松漠都督府，管辖包括今林西县地。辽代，林西县北部属临潢府庆州，南部属饶州。金朝，林西县的嘎斯汰河以北部分属庆州庆民县，以南属临潢府卢川县。元属中书省应昌路。明初属全宁卫，永乐元年（1403年）后，属兀良哈三卫之一的泰宁卫。16世纪中叶后为鞑靼察哈尔部游牧地，後属巴林部。天聪八年（1634年），巴林部归顺后金。清顺治元年（1644年）后一直为巴林右翼旗牧地。

### 清末设县
光绪三十四年（1908年）3月17日（旧历二月十五日），依热河都统廷杰奏请，设林西、开鲁、绥东三县，赤峰县升为赤峰直隶州。以县在巴林部两旗之西，原拟为“巴西县”，后定为林西县。县治在乌梁苏汰川口（今林西镇），首任知县为张文灏。

### 民国及满洲国

中華民國時期，林西縣屬熱河省管轄

中華民國大陸時期，先后属热河特别区、热河省管辖。1913年外蒙古的奈丹扎布率进攻民国东路军进攻林西，为米振标帅驻林西的毅军所逐。1916年满蒙独立军的巴布扎布率军进攻林西，为毅军炸死。1924年，毅军撤出热河，奉系进入。
1933年2月，日本军自开鲁进军林西，驻林西的东北军崔兴武旅投降。3月6日，日军进入林西县城。此后林西县公署属满洲国兴安西省。1942年，撤兴安西省，属兴安总省兴西地区行署。1945年8月11日，苏联红军到达新林鎮，日军开始撤退。10月初，中共热河省委接管林西县，张焕然任代理县长，后苏雷任县长。

### 1945年后至中华人民共和国
1946年6月5日，林西县隶书热河省昭乌达盟行政委员会。1949年5月20日，昭乌达盟划属内蒙古自治区。1969年8月1日，昭乌达盟划属辽宁省。1979年，昭乌达盟又划属内蒙古自治区。1983年，昭乌达盟改为赤峰市。1989年，被批准为对外开放县。

## 行政区划
林西县下辖7个镇、2个乡：
林西镇、新城子镇、新林镇、五十家子镇、官地镇、大井镇、统部镇、大营子乡、十二吐乡、内蒙古林西工业园区、城北街道和城南街道。

## 人口
根据(内蒙古自治区)赤峰市第七次全国人口普查公报显示：林西县常住人口为186663人，男性人口占比50.29%，女性人口占比49.71%，年龄结构中0-14岁占比13.21%，15-59岁占比62.23%，60岁以上占比24.57%，65岁以上占比15.18%。

## 交通
- 303国道过境。

## 地理
林西县地处赤峰市北部，东邻巴林右旗，西接克什克腾旗，北连锡林郭勒盟的西乌珠穆沁旗，南望翁牛特旗。境内最高海拔1879.2米（北大山），最低海拔670米。地势西北高东南低。属中温带大陆性季风气候。总面积3933平方公里。境内河流属西辽河水系，主要河流为西拉木伦河、查干木伦河及嘎斯汰河。

## 资源
主要矿藏为有色金属。是内蒙古的主要小麦产区之一。产知母、甘草、黄芪等药材。